# Daniel Cox
Daniel Mark L. Cox (Lincoln, 28 september 1990) is een Britse tennisspeler. Hij heeft nog geen ATP-toernooi gewonnen. Wel deed hij mee aan Grand Slams. Hij heeft één challenger in het dubbelspel op zijn naam staan.

## Palmares dubbelspel
| Nr.                              | Datum        | Toernooi   | Ondergrond | Partner          | Tegenstanders in finale        | Score               |
| -------------------------------- | ------------ | ---------- | ---------- | ---------------- | ------------------------------ | ------------------- |
| Gewonnen challengers herendubbel |              |            |            |                  |                                |                     |
| 1.                               | 14 juli 2014 | Binghamton | Hardcourt  | Daniel Smethurst | Marius Copil Serhij Stachovsky | 6-7(3), 6-2, [10-6] |

## Resultaten grandslamtoernooien
| Legenda | Legenda                          |
| ------- | -------------------------------- |
| g.t.    | geen toernooi gehouden           |
| l.c.    | lagere categorie                 |
| –       | niet deelgenomen                 |
| G       | uitgeschakeld in de groepsfase   |
| 1R      | uitgeschakeld in de eerste ronde |
| 2R      | uitgeschakeld in de tweede ronde |
| 3R      | uitgeschakeld in de derde ronde  |
| 4R      | uitgeschakeld in de vierde ronde |
| KF      | uitgeschakeld in de kwartfinale  |
| HF      | uitgeschakeld in de halve finale |
| F       | de finale verloren               |
| W       | het toernooi gewonnen            |
| w-v     | winst/verlies-balans             |

### Enkelspel
| Grandslamtoernooien   |      |      |        |
| Australian Open       | –    | –    | 0-0    |
| Roland Garros         | –    | –    | 0-0    |
| Wimbledon             | 1R   | 1R   | 0–2    |
| US Open               | –    | –    | 0-0    |
| Winst-verlies         | 0–1  | 0–1  | 0-2    |
| ATP World Tour Finals |      |      |        |
| ATP World Tour Finals | –    | –    | 0-0    |
| Olympische Spelen     |      |      |        |
| Olympische Spelen     | g.t. | g.t. | 0-0    |
| Statistieken          |      |      |        |
| Totaal aantal titels  | 0    | 0    | 0      |
| Totaal winst-verlies  | 0-3  | 0-2  | 0-5    |
| Eindejaarsranking     | 402  | 320  | n.v.t. |

### Mannendubbelspel
| Grandslamtoernooien   |      |        |
| Australian Open       | –    | 0-0    |
| Roland Garros         | –    | 0-0    |
| Wimbledon             | 1R   | 0-1    |
| US Open               | –    | 0-0    |
| Winst-verlies         | 0–1  | 0-1    |
| ATP World Tour Finals |      |        |
| ATP World Tour Finals | –    | 0-0    |
| Olympische Spelen     |      |        |
| Olympische Spelen     | g.t. | 0-0    |
| Statistieken          |      |        |
| Totaal aantal titels  | 0    | 0      |
| Eindejaarsranking     | 385  | n.v.t. |